# WorldCat
WorldCat és el catàleg en línia de l'OCLC (Online Computer Library Center), considerat el catàleg OPAC (Online Public Access Catalog) més gran del món. El seu nom prové de la contracció de l'expressió anglesa World Catalog ('Catàleg Mundial'). Creat el 1971, allotja dades de més de 10.000 biblioteques públiques i privades de tot el món. El 2005, abastava el 73% del National Union Catalog (catàleg de llibres anteriors a 1956). WorldCat es troba disponible en moltes biblioteques i xarxes informàtiques de les universitats; i des de l'agost de 2006, està disponible de franc a través d'Internet a l'adreça WorldCat.org.
Permet:
- obtenir la localització d'un document present en el seu catàleg,
- obtenir-ne les seves diverses edicions,
- trobar-ne les traduccions a altres llengües,
- obtenir d'una edició concreta del document la descripció bibliogràfica en diversos estils (APA, Chicago, Harvard, MLA i Turabian), amb l'opció Citar/Exportar,
- amb la mateixa opció, exportar-ne la descripció bibliogràfica en l'estil triat a gestors de referències com EndNote i RefWorks,
- trobar-ne punts de venda digital,
- afegir-hi una ressenya.